# 長野原城
長野原城（ながのはらじょう）は、群馬県吾妻郡長野原町（上野国吾妻郡長野原）にあった日本の城。別名箱岩城。戦国期では在地の国衆・羽尾氏であり、羽尾氏の没落後は武田氏・真田氏の持城となった。1990年（平成2年）3月27日付で長野原町指定史跡。

## 歴史
築城時期や経緯は不明。長野原地域を含む吾妻郡西部の大半を支配していた羽根尾城主・羽尾氏の城とされる。
永禄4年（1561年）に武田信玄が西上野に侵攻すると、羽尾道雲をはじめ吾妻郡の国衆である鎌原重澄・斎藤憲広は武田氏に従属する。しかし鎌原氏と羽尾氏・吾妻斎藤氏間で所領問題を巡り対立し、翌5年（1562年）に武田氏の援軍を得た鎌原氏によって羽尾道雲は所領を追われた。
その後、長野原城には武田方の城将として常田新六郎（隆永？）と湯本善太夫が入ったが、『加沢記』によると翌6年（1563年）9月に羽尾氏を後援する斎藤憲広によって長野原城を攻められ、常田新六郎は戦死したという。この時長野原城には羽尾道雲が入り、一時的に羽根尾領を奪還したとみられる。
しかし同年12月には武田方の真田幸綱によって斎藤憲広の岩櫃城が攻略され、同時期に羽尾氏も没落したとみられる。
その後長野原城は再び湯本善太夫が入り、武田氏の属城となった。善太夫は天正3年（1575年）の長篠の戦いで戦死し、その跡を甥の三郎右衛門が継いだ。三郎右衛門は同10年（1582年）の武田氏滅亡後は真田昌幸に仕え、引き続き長野原城や羽根尾城を守っている。
天正10年（1582年）以降の当城の動向に関する史料はなく、廃城年は不明という。

## 立地・構造
長野原集落の北側にある岩山に築かれた山城であり、縄張りは東西600mに及ぶこの地方を代表する要害である。
主郭を含む城郭の主要部から東側に延びる尾根筋上に複数の堡塁があり、西から順に秋葉山堡塁・箱岩城・東堡塁・天狗岩物見と呼ばれる。天狗岩物見から東側は断崖となっており、進入を遮断している。
城郭の主要部は南北に延びる竪堀によって分断されており、「一城別郭」の態をなしている。主郭は東側の最高地点にある曲輪であり、西側に土塁を備えてた虎口を配し、南側に土塁を構えて土塁の東側にある武者走りを通じて尾根筋の堡塁に至る。北西側に二段の曲輪が段状に配置されており、北から東側は断崖絶壁となって侵入は難しい。
竪堀を超えた西側には中心となる区画があり、その下の南北の尾根上に各々曲輪が配置されている。北側の曲輪の外周部には土塁を備えた帯曲輪があり、横堀のような形状をなしている。さらに西側に進むと尾根筋に二重の堀切と竪堀があり、その地点が城域の境界と考えられている。